# Славой (Требишів)
«Славой Требишів» — словацький футбольний клуб із міста Требишів. Тимчасово команда грає у другій словацькій лізі.

## Історія
Клуб було засновано у 1912 році.